# OK Stuchensko
Pour plus de détails, voir Fiche technique et Distribution.
OK Stuchensko est une comédie d'espionnage britanno-espagnole réalisée par José Luis Madrid et sortie en 1975.
Le titre rappelle Opération frère cadet (OK Connery) d'Alberto De Martino, sorti en 1967, ainsi qu'OK patron de Claude Vital et Georges Lautner sorti en 1974.

## Synopsis
À Madrid, le colonel Stuchensko, agent soviétique de premier plan, est enlevé sur un yacht par les services secrets albanais et un agent chinois. Leur plan consiste à lui soutirer des informations, puis à le tuer en accusant les services secrets britanniques. Le Royaume-Uni envoie Charles Vine du Portugal, mais Vine est capturé et emmené en République populaire socialiste d'Albanie avec Stuchensko.

## Fiche technique
- Titre original : OK Stuchensko ou OK Yevtushenko[1],[2]
- Titre britannique : Somebody's Stolen Our Russian Spy[3]
- Réalisateur : José Luis Madrid
- Scénario : Michael Pittock, José Luis Madrid
- Photographie : Raúl Artigot
- Montage : José Antonio Rojo
- Musique : Ángel Arteaga
- Production : James Ward
- Société de production : Puck Films, Andorra Films
- Pays de production :  Espagne -  Royaume-Uni
- Langue originale : espagnol, anglais
- Format : Couleur par Eastmancolor - Son mono - 35 mm
- Durée : 108 minutes (1 h 48)
- Genre : Comédie d'espionnage
- Dates de sortie :
  - Espagne : 7 juillet 1975

## Distribution
- Tom Adams (en) : Charles Vine
- Barta Barri : Colonel Stuchensko
- Tim Barrett : Major Kovacs
- Diana Lorys : Galina Samarav
- Mary Paz Pondal : Sara
- Antonio Molino Rojo : Général Borodine
- María Silva (es) : Pandora Loz
- Eric Chapman : Potts
- Tito García : Captain Milhavikah
- José Riesgo : Colonel Stenhoff
- Gene Reyes : Ly Chee
- Ingrid Thulin : La fille Nando
- José María Labernié : Muffin-Wells
- Antonio Jiménez Escribano : Rockwell